# Sakura Hauge
Sakura Hauge (* 7. Januar 1987 in Bergen), auch bekannt als Sakura Kametani (jap. 亀谷 さくら, Kametani Sakura), ist eine norwegisch-japanische Handballtorhüterin.

## Vereinskarriere
Sakura Hauge spielte anfangs bei IL Gneist, Stabæk Håndball und Nordstrand IF. Nachdem sie anschließend sieben Spielzeiten lang das Tor von Tertnes IL gehütet hatte, schloss sie sich im Jahre 2014 Vipers Kristiansand an. Mit den Vipers gewann sie 2017 die Norgesmesterskap, den norwegischen Pokalwettbewerb. Weiterhin gewann sie mit Kristiansand 2018 die norwegische Meisterschaft. Im Sommer 2018 schloss sie sich dem dänischen Verein Nykøbing Falster Håndboldklub an. Mit Nykøbing Falster gewann sie 2018 den dänischen Pokal. Ein Jahr später wechselte sie zum französischen Erstligisten Entente Sportive Bisontine Féminin.
Hauge wechselte im Sommer 2024 zum montenegrinischen Erstligisten ŽRK Budućnost Podgorica. Mit ŽRK Budućnost Podgorica gewann sie 2025 sowohl die montenegrinische Meisterschaft als auch den montenegrinischen Pokal. Seit der Saison 2025/26 steht sie beim norwegischen Erstligisten Molde HK unter Vertrag.

## Nationalmannschaften
Hauge lief acht Mal für die norwegische Jugend-Nationalmannschaft sowie 14 Mal für die norwegische Juniorinnen-Nationalmannschaft auf. Weiterhin kam sie zwei Mal in der norwegischen B-Nationalmannschaft zum Einsatz.
2015 entschloss sich Hauge, für Japan, das Geburtsland ihrer Mutter, aufzulaufen. Sie spielt für die japanische Auswahl unter dem Namen Kametani, dem Geburtsnamen ihrer Mutter. Mit Japan nahm sie an der Weltmeisterschaft 2015, an der Weltmeisterschaft 2017 und an der Weltmeisterschaft 2019 teil. Mit der japanischen Auswahl nahm sie an den Olympischen Spielen in Tokio teil. Bei der Weltmeisterschaft 2023, bei der Japan den 17. Platz belegte, parierte sie 29 % der gegnerischen Würfe.